# Transito di Venere da Marte
| Transiti di Venere da Marte | Serie |
| --------------------------- | ----- |
| 3 maggio 1703               | Da1   |
| 20 settembre 1730           | Aa1   |
| 2 maggio 1735               | Db2   |
| 1º marzo 1737               | Db1   |
| 17 luglio 1764              | Ab1   |
| 27 febbraio 1769            | Da1   |
| 17 luglio 1796              | Aa1   |
| 27 febbraio 1801            | Db2   |
| 15 maggio 1830              | Ab1   |
| 27 dicembre 1834            | Da1   |
| 15 maggio 1862              | Aa1   |
| 26 dicembre 1866            | Db2   |
| 11 marzo 1896               | Ab1   |
| 25 dicembre 1898            | Da2   |
| 24 ottobre 1900             | Da1   |
| 12 marzo 1928               | Aa1   |
| 23 ottobre 1932             | Db2   |
| 22 ottobre 1964             | Da2   |
| 22 agosto 1966              | Da1   |
| 7 gennaio 1994              | Aa1   |
| 21 agosto 1998              | Db2   |
| 19 agosto 2030              | Da2   |
| 18 giugno 2032              | Da1   |
| 5 novembre 2059             | Aa1   |
| 17 giugno 2064              | Db2   |
| 5 novembre 2091             | Ab2   |
| 16 giugno 2096              | Da2   |
| 16 aprile 2098              | Da1   |
| 2 settembre 2125            | Aa1   |
| 16 aprile 2130              | Db2   |
| 2 settembre 2157            | Ab2   |
| 14 aprile 2162              | Da2   |
| 12 febbraio 2164            | Da1   |
| 30 giugno 2191              | Aa1   |
| 11 febbraio 2196            | Db2   |
| 1º luglio 2223              | Ab2   |
| 11 febbraio 2228            | Da2   |
| 11 dicembre 2229            | Da1   |
| 27 aprile 2257              | Aa1   |
| 10 dicembre 2261            | Db2   |
| 27 aprile 2289              | Ab2   |
| 8 dicembre 2293             | Da2   |
| 23 febbraio 2323            | Aa1   |
| 8 ottobre 2327              | Db2   |
| 23 febbraio 2355            | Ab2   |
| 7 ottobre 2359              | Da2   |
| 4 agosto 2393               | Db2   |
| 20 dicembre 2420            | Ab2   |
| 3 agosto 2425               | Da2   |
| 20 dicembre 2452            | Aa2   |
| 2 agosto 2457               | Db3   |
| 2 giugno 2459               | Db2   |

Un transito di Venere da Marte avviene quando il pianeta Venere passa tra il Sole e Marte, oscurando una piccola parte del disco solare ad un eventuale osservatore su Marte. Durante un transito Venere viene visto da Marte come un piccolo disco nero che si muove sulla faccia del Sole.

## Frequenza
Nessuno ha mai osservato un transito di Venere da Marte, ma il prossimo avverrà il 20 agosto 2030 e potrebbe essere osservato da una sonda spaziale o da ipotetici coloni.
I transiti di Venere da Marte avvengono molto più frequentemente dei transiti della Terra da Marte, e anche più frequentemente dei transiti di Venere dalla Terra.
Il periodo sinodico Venere-Marte è di 333,92 giorni. Può essere calcolato usando la formula
{\displaystyle {\frac {1}{{\frac {1}{P}}-{\frac {1}{Q}}}}},
dove P è il periodo orbitale di Venere (224,701 giorni) e Q è il periodo orbitale di Marte (686,98 giorni).
L'inclinazione di Venere rispetto al piano orbitale di Marte è 1,94°. Minore dell'inclinazione di Venere rispetto all'eclittica della Terra che è di 3,39°.

## Serie
Dall'analisi empirica delle date dei transiti appare evidente che avvengono secondo serie separate. Ciascun evento di una serie è separato dal successivo di 24.042,45 giorni (poco meno di 65 anni e 10 mesi). Questo valore corrisponde a 72 periodi sinodici Venere-Marte, cioè 35 rivoluzioni marziane oppure 107 rivoluzioni di Venere.
Nella tabella a lato le serie il cui nome inizia per A sono quelle vicine al nodo ascendente (rispetto al piano orbitale di Marte) e avvengono quando Venere ha un diametro angolare di circa 23-24". Le serie il cui nome inizia per D sono quelle vicine al nodo discendente (sempre sul piano orbitale di Marte) e avvengono quando Venere ha un diametro angolare di 18-19".